# Cafè d'ou
Un cafè d'ou (en vietnamita Cà phê trứng) és una beguda vietnamita preparada tradicionalment amb rovells d'ou, sucre, llet condensada i cafè robusta. La beguda s'elabora batent els rovells d'ou amb sucre i llet condensada, després extraient el cafè a la tassa, seguit d'una quantitat similar de crema d'ou, o rovells d'ou que s'escalfen i es baten o es mesclen.
La beguda se serveix a les cafeteries de tot Vietnam, originàries de Hanoi. The Giang Café (en vietnamita Cà Phê Giảng) a Hanoi és conegut per servir la beguda, que s'elabora amb rovell d'ou, cafè en pols, llet condensada i, opcionalment, formatge. De vegades, la tassa se serveix dins d'un bol d'aigua calenta o es posa sobre una petita espelma per mantenir la temperatura. El fill del fundador del cafè, Nguyen Giang, afirma que el seu pare va desenvolupar la recepta de la beguda quan la llet escassejava a Vietnam a finals dels anys quaranta, substituint la llet per rovell d'ou.

## Ingredients i preparació
Els ingredients necessaris per preparar aquest cafè inclouen ous de gallina frescos, sucre, llet i cafè. Primer, es baten a mà els rovells d'ou amb la llet i el sucre, i després es porten a ebullició. A continuació, s'afegeix cafè calent o fred sobre la barreja d'ous batuts, creant una escuma aromàtica. Se serveix amb una culleradeta per gaudir de l'escuma abans de beure el cafè que queda al fons.
El cafè d'ou se serveix en una tassa petita. Per mantenir la beguda calenta, el cambrer col·loca la tassa dins d'un bol amb aigua tèbia. Quan s'hi aboca la nata feta amb ous, el cafè del fons adquireix un sabor més intens. Antigament, els ous es batien a mà, cosa que requeria temps i no permetia aconseguir una escuma densa. Avui dia, gràcies a les batedores elèctriques, es poden crear diverses variants de cafè d'ou combinant-lo amb cacau, fesols blancs o te matxa (te en pols). Aquest cafè es pot servir tant calent com fred.

## "Cafès d'ou" no vietnamita
Hi ha altres receptes diferents de cafè que conté ou.
- El cafè d'ou suec és una beguda americana[9] (malgrat el seu nom) feta barrejant el pòsit del cafè amb un ou i cuinat a foc lent, com el cafè de vaquer; l'ou fa que els mols s'enfonsin, deixant un cafè suau.
- Cafè brandi d'ou de Sri Lanka
- El cafè d'ou cubà, conegut localment com a "cafè a la criolla", s'elabora barrejant cafè exprés calent amb el rovell d'un ou cru, sucre i rom blanc.[cal citació]
- Kopi Talua d'Indonèsia, una barreja de cafè amb escuma suau.

## Galeria
- Cafè d'ou vietnamita.
- Cafè d'ou a Hanoi.
- Cafè d'ou Giang 1 (establiment 1 a Nguyen Huu Huan).